# Brzoza (rzeka)
Brzoza – rzeka w Łodzi, prawobrzeżny dopływ Sokołówki, uważana czasem błędnie za jej strumień początkowy.
Jej obszary źródłowe znajdowały się w rejonie Kolonii Radogoszcz, na wschód od ulicy Zgierskiej i na północ od Julianowa. Współcześnie rzeka Brzoza rozpoczyna się wylotem istniejącego kanału deszczowego na ulicy Bema, na wschód od ulicy Szczęśliwej. Na przejściu pod aleją Włókniarzy, koryto rzeki ujęte jest w prefabrykowaną obudowę żelbetową.
Rzeka jest obecnie sztucznie ukształtowanym w terenie rowem trapezowym, w normalnych warunkach suchym, prowadzącym niekiedy niewielką strugę wody pochodzącej z wysięków i drenaży, sporadycznie wypełnianym wodami opadowymi, zbieranymi przez kanalizację miejską.
W 2016 do budżetu obywatelskiego Łodzi zgłoszono projekt zagospodarowania 10 ha terenów zielonych wzdłuż rzeki Brzozy na cele rekreacyjne.